# Стог сена в Живерни (картина Моне, Пушкинский музей)
«Стог сена около Живерни» — картина французского художника-импрессиониста Клода Моне из собрания Государственного музея изобразительных искусств имени А. С. Пушкина.
На картине изображён стог сена на частично затенённом лугу, слева в глубине картины ещё один стог, освещённый солнцем. Вдоль границы луга ряд тополей, на дальнем плане склон холма. Слева внизу оранжевой краской нанесена подпись художника: Claude Monet. Картина написана масляными красками на холсте и имеет размеры 64,5 × 87 см.
Клод Моне поселился в Живерни в 1883 году и написал там множество картин со стогами, включая знаменитую серию «Стога», исполненную в 1888—1891 годах. Картина из Пушкинского музея не входит в эту серию, считается, что она написана в 1884 году. В конце XIX века картина оказалась в собрании французского актёра Ж.-Б. Фора, причём у него считалась исполненной в 1889 году.
В 1906 году картину выкупил П. Дюран-Рюэль и весной 1907 года продал российскому промышленнику и коллекционеру И. А. Морозову. Сохранилось письмо Дюран-Рюэля, датируемое 27 мая 1907 года, в котором он подтверждает получение от И. А. Морозова 50000 франков за две картины Моне. 2 октября того же года картина прибыла в Москву. Вторая упомянутая картина — «Уголок сада в Монжероне», ныне находящаяся в собрании Государственного Эрмитажа; известно, что за неё Морозов заплатил 40000 франков, соответственно «Стог сена» ему обошёлся в 10000 франков. Б. Н. Терновец в рукописном каталоге ГМНЗИ ошибочно указывает, что Морозов картину приобрёл в 1908 году за 25000 франков.
После Октябрьской революции собрание Морозова было национализировано. Картина в числе прочих оказалась в Государственном музее нового западного искусства, а после расформирования музея в 1948 году была передана в Государственный музей изобразительных искусств имени А. С. Пушкина.
Одновременно Моне написал несколько вариантов этой картины, на которых варьируется освещение, количество стогов (от одного до трёх) и вводятся стаффажные фигуры, а через год ещё три довольно близкие работы.